# 索洛模型

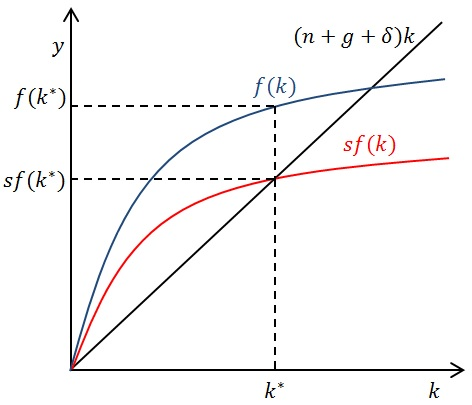
基础的索洛模型（未考虑人口增长和技术进步）

索洛-斯旺模型（英語：Solow–Swan model，又称外生增长模型）是一种解释长期经济增长的经济模型。该模型通过考察资本积累、人口增长以及主要由技术进步推动的生产率提升，试图阐释长期经济增长的内在机制。其核心在于采用了通常设定为柯布-道格拉斯形式的总量生产函数，这使得模型“能够与微观经济学建立联系”。:26该模型由罗伯特·索洛和特雷弗·斯旺于1956年分别独立提出，并取代了凯恩斯学派的哈罗德-多马模型。
从数学形式上看，索洛模型是由单一的人均资本存量微分方程构成的非線性系統。凭借其突出的数学特性，该模型成为后续诸多扩展研究的理想起点。例如在1965年，戴维·卡斯和佳林·库普曼斯将弗兰克·拉姆齐的消费者最优化分析纳入该框架，通过将储蓄率内生化，最终发展出如今被称为拉姆齐-卡斯-库普曼斯模型的理论体系。

## 缘起
索洛-斯旺模型是对1946年哈罗德-多马模型的重要拓展，它摒弃了“唯有资本推动经济增长”的严格假设（只要存在足够劳动力来利用全部资本）。该模型的理论突破主要源自索洛和斯旺1956年的独立研究，他们各自构建了简明扼要的增长模型。索洛模型较成功地拟合了美国经济增长数据，索洛于1987年就这项贡献荣获诺贝尔经济学奖。如今，经济学家运用索洛的增长核算方法，可分离评估技术进步、资本和劳动力对经济增长的差异化影响。
作为经济学领域应用最广泛的经济增长解释模型，索洛模型的核心观点是：“全要素生产率（TFP）的提升能够推动国家生活水平实现持续增长”。

### 扩展哈罗德模型
索洛的理论突破在于引入劳动力作为生产要素，打破了哈罗德-多马模型中资本产出比固定的假设。这些改进使得资本密集度增长能够与技术进步的效应相区分。索洛认为，假设生产函数投入比例固定是导致哈罗德-多马模型中增长路径不稳定的关键问题。他通过研究柯布-道格拉斯函数和更泛用的常替代弹性（CES）生产函数，拓展了理论边界。尽管这一修正已成为经济学教科书上的经典案例，但近年对哈罗德原著的重新审视发现：其研究重点本不在经济增长，也并未明确使用固定投入比例生产函数。

### 长期经济含义
标准的索洛模型预测：长期来看，经济体将收敛于平衡增长路径，人均收入的持续增长只能通过技术进步实现。储蓄率与人口增长率的变化仅会产生水平效应（即影响人均实际收入的绝对值）。该模型有个引人深思的推论：贫穷国家应增长更快，最终赶超富裕国家。这种趋同现象可能源于：
- 知识传播的时滞效应：随着落后国家获取先进技术和信息，收入差距将缩小；
- 国际资本流动的优化：贫穷国家资本回报率理论上应更高（但现实中少见，称为卢卡斯悖论（英语：Lucas paradox））；
- 模型本身的数学特性（假设贫穷国家尚未达到稳态）。

鲍莫尔的实证研究曾发现国家初始财富与长期产出增长（1870-1979年）存在强相关性，但德龙后续指出其样本选择偏差和1870年人均收入测算误差可能导致结论失真，因此他认为趋同理论缺乏有力证据。

### 核心假设
经济在任意时间点{\displaystyle t}都拥有特定数量的资本（{\displaystyle K}）、劳动力（{\displaystyle L}）和技术（{\displaystyle A}），这些要素与生产函数（{\displaystyle F}）共同决定总产出{\displaystyle Y}：
{\displaystyle Y(t)=F(K(t),A(t)L(t))}
其中，乘积{\displaystyle A(t)L(t)}称为有效劳动。通常假设生产函数{\displaystyle F}符合新古典特征，即具备以下四个性质：
1. 生产要素必要。必要性指的是如果缺少任意一种生产要素的投入，则产出总是为0：
{\displaystyle F(K(t)=0,A(t)L(t)>0)=0,\;\;F(K(t)>0,A(t)L(t)=0)=0}
2. 规模报酬不变。从经济学角度来说，生产要素投入的共同增加或减少会导致产出同比例增加或减少。从数学角度来说，有效劳动和资本具有一次齐次性质：
{\displaystyle F(\lambda K(t),\lambda A(t)L(t))=\lambda F(K(t),A(t)L(t))}
3. 边际报酬递减且为正。这一性质由生产函数的假设条件所决定。资本和有效劳动的边际报酬均为正，但随着该要素投入的增加而递减。从经济学角度来说，当使用的有效劳动增加时，总产出会上升，但如果已有大量有效劳动投入，产出的增幅会逐渐减小。从数学角度来说，这意味着生产函数对有效劳动和资本的一阶偏导数为正，但二阶偏导数为负：
{\displaystyle {\frac {\partial F}{\partial K(t)}}>0,\;\;{\frac {\partial ^{2}F}{\partial K(t)^{2}}}<0}
{\displaystyle {\frac {\partial F}{\partial (A(t)L(t))}}>0,\;\;{\frac {\partial ^{2}F}{\partial (A(t)L(t))^{2}}}<0}
4. 函数满足稻田条件。[15]当单一生产要素的投入趋近于零时，该要素的边际产出必须趋近于无穷大；反之，当要素投入趋近于无穷大时，其边际产出必须趋近于零。稻田条件决定了生产方程渐进于柯布-道格拉斯形式：[16]
{\displaystyle \lim _{K(t)\to 0}{\frac {\partial F}{\partial K(t)}}=\infty ,\;\;\lim _{K(t)\to \infty }{\frac {\partial F}{\partial K(t)}}=0}
{\displaystyle \lim _{L(t)\to 0}{\frac {\partial F}{\partial (A(t)L(t))}}=\infty ,\;\;\lim _{L(t)\to \infty }{\frac {\partial F}{\partial (A(t)L(t))}}=0}

### 测算生产率影响
该模型中，在剔除资本积累影响后仍无法解释的那部分产出增长被称为“索洛剩余”。这一剩余量衡量了特定时期内全要素生产率（TFP）的外生性增长。虽然全要素生产率增长通常被完全归因于技术进步，但它实际上还包含生产要素组合效率的持续改善。全要素生产率增长还隐含地涵盖了经济体系中公私部门管理方法改进带来的永久性生产率提升。反常的是，尽管该模型将全要素生产率增长设定为外生变量，但由于其不可直接观测，只能通过同时估算特定时期资本积累对增长的影响来间接测算。
该模型可以因为生产率假设或测量指标不同而有多种表述：
- 平均劳动生产率（ALP）是单位劳动工时的经济产出。
- 多要素生产率（MFP）是经济产出除以资本与劳动投入的加权平均值。权重通常基于各要素在总收入中的分配比例，西方国家常见标准为：资本回报占33%，劳动回报占67%。

在增长型经济中，资本积累速度快于人口增速，因此多要素（MFP）计算式中分母的增速快于平均劳动（ALP）计算式。这就导致MFP增速几乎总是低于ALP增速，因此采用ALP衡量会放大资本深化的效应。索洛剩余测算得出的是多要素生产率（MFP）。

## 模型的数学表达

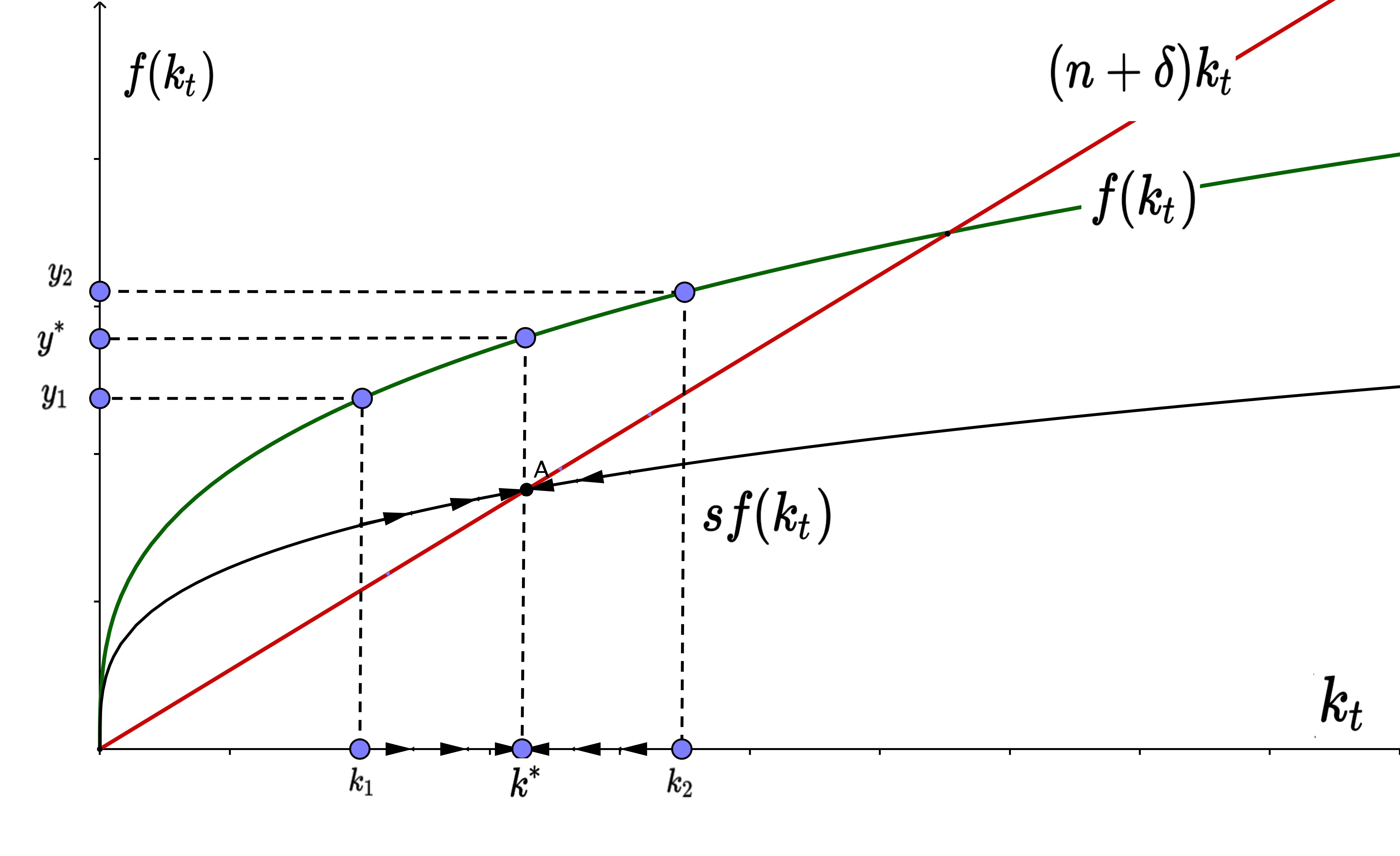
人口增长下的索洛模型，资本密集度总是收敛。

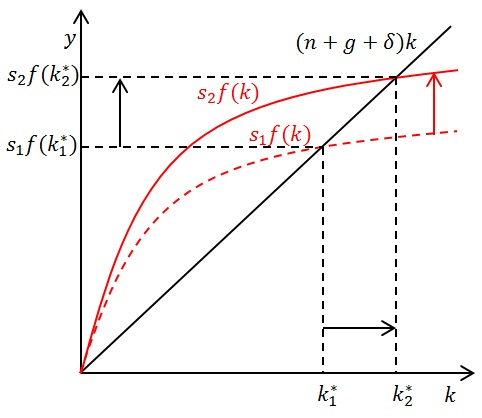
储蓄率提高的长期影响

教科书中的索洛-斯旺模型设定在一个没有政府部门或国际贸易的连续时间世界中。单一产品（产出）通过两种生产要素——劳动（{\displaystyle L}）和资本（{\displaystyle K}）——在满足稻田条件的总量生产函数中生产，这些条件意味着替代弹性必须渐近趋近于1。
{\displaystyle Y(t)=K(t)^{\alpha }(A(t)L(t))^{1-\alpha }\,}
其中{\displaystyle t}表示时间，{\displaystyle 0<\alpha <1}是产出对资本的弹性，{\displaystyle Y(t)}代表总产出。{\displaystyle A}指代劳动增进型技术或“知识”，因此{\displaystyle AL}表示有效劳动。所有生产要素均被充分利用，初始值{\displaystyle A(0)}、{\displaystyle K(0)}和{\displaystyle L(0)}给定。劳动力数量以及技术水平分别以外生速率{\displaystyle n}和{\displaystyle g}增长：
{\displaystyle L(t)=L(0)e^{nt}}
{\displaystyle A(t)=A(0)e^{gt}}
因此，有效劳动单位数量{\displaystyle A(t)L(t)}的增长速率为{\displaystyle (n+g)}。同时，资本存量以恒定速率{\displaystyle \delta }折旧。然而，只有产出的部分比例（{\displaystyle cY(t)}，其中{\displaystyle 0<c<1}）被消费，剩余储蓄份额{\displaystyle s=1-c}用于投资。这一动态通过以下微分方程表示：
{\displaystyle {\dot {K}}(t)=s\cdot Y(t)-\delta \cdot K(t)\,}
其中{\displaystyle {\dot {K}}}是{\displaystyle {\frac {dK(t)}{dt}}}的简写，表示对时间的导数，意味着资本存量的变化——既未被消费也未被用于替换老旧的资本品的产出即为净投资。
由于生产函数{\displaystyle Y(K,AL)}具有规模报酬不变的特性，它可以表示为“每有效劳动单位的产出”{\displaystyle y}，这是衡量财富创造的指标：
{\displaystyle y(t)={\frac {Y(t)}{A(t)L(t)}}=k(t)^{\alpha }}
模型的主要关注点是资本密集度{\displaystyle k}的动态，即每单位有效劳动的资本存量。其随时间变化的规律由索洛模型的关键方程给出：
{\displaystyle {\dot {k}}(t)=sk(t)^{\alpha }-(n+g+\delta )k(t)}
第一项{\displaystyle sk(t)^{\alpha }=sy(t)}是每单位有效劳动的实际投资：{\displaystyle s}即为每单位有效劳动产出{\displaystyle y(t)}中用于储蓄和投资的比例。第二项{\displaystyle (n+g+\delta )k(t)}是“收支平衡投资”：为防止{\displaystyle k}下降所需的最低投资量。:16该方程表示，{\displaystyle k(t)}会在收敛到稳态值{\displaystyle k^{*}}，即{\displaystyle sk(t)^{\alpha }=(n+g+\delta )k(t)}，此时资本密集度既不增加也不减少：
{\displaystyle k^{*}=\left({\frac {s}{n+g+\delta }}\right)^{1/(1-\alpha )}\,}
在此状态下，资本存量{\displaystyle K}和有效劳动{\displaystyle AL}均以速率{\displaystyle (n+g)}增长。同样，可以计算{\displaystyle k^{*}}对应的稳态产出{\displaystyle y^{*}}：
{\displaystyle y^{*}=\left({\frac {s}{n+g+\delta }}\right)^{\alpha /(1-\alpha )}\,}
根据规模报酬不变的假设，产出{\displaystyle Y}也以相同速率增长。本质上，索洛模型预测无论起点如何，经济都将收敛于平衡增长路径。在此情况下，人均劳动产出的增长仅由技术进步率决定。:18
根据定义{\displaystyle {\frac {K(t)}{Y(t)}}=k(t)^{1-\alpha }}，在均衡{\displaystyle k^{*}}处有：
{\displaystyle {\frac {K(t)}{Y(t)}}={\frac {s}{n+g+\delta }}}
因此，在均衡状态下，资本产出比仅取决于储蓄率、增长率和折旧率。这是索洛模型对储蓄率的黄金律水平的表述。
由于{\displaystyle {\alpha }<1}，在任意时间{\displaystyle t}，资本{\displaystyle K(t)}的边际产出与资本劳动比率呈反比：
{\displaystyle MPK={\frac {\partial Y}{\partial K}}={\frac {\alpha A^{1-\alpha }}{(K/L)^{1-\alpha }}}}
因为资本边际产出{\displaystyle {\frac {\partial Y}{\partial K}}}等于回报率{\displaystyle r}：
{\displaystyle \alpha ={\frac {K{\frac {\partial Y}{\partial K}}}{Y}}={\frac {rK}{Y}}\,}
所以{\displaystyle \alpha }是资本占收入的份额。因此，索洛模型从一开始就假设劳动与资本的收入分配比例是恒定的。
如果生产率{\displaystyle A}在各国相同，那么资本劳动比率{\displaystyle K/L}较低的国家边际产出更高，这将提供更高的资本投资回报。因此，模型预测在一个开放市场经济和全球金融资本的世界中，投资将从富国流向穷国，直到各国间的人均资本{\displaystyle K/L}和人均收入{\displaystyle Y/L}趋于均等。
由于穷国的资本边际产出并不高于富国，这意味着穷国的生产率较低。基础的索洛模型无法解释为何这些国家的生产率较低。卢卡斯提出，穷国较低的人力资本水平可以解释这种生产率差异。

## 曼昆-罗默-威尔版本

### 引入人力资本
1992年，格里高利·曼昆、戴维·罗默与戴维·N·威尔提出一个索洛模型的改进版本，通过引入人力资本要素，解释了国际投资为何未能流向贫困国家。该模型认为，贫困国家因人力资本存量低于富裕国家，导致其资本{\displaystyle K}的边际产出和总产出水平较低。
与教科书的索洛-斯旺模型类似，该模型采用柯布-道格拉斯形式的生产函数：
{\displaystyle Y(t)=K(t)^{\alpha }H(t)^{\beta }(A(t)L(t))^{1-\alpha -\beta },}
其中{\displaystyle H(t)}表示人力资本存量，其折旧率{\displaystyle \delta }与物质资本相同。为简化分析，假设两类资本积累函数相同。如同原模型，每期产出中有一部分{\displaystyle sY(t)}被储蓄起来，但此处储蓄被分割为物质资本投资{\displaystyle s_{K}}和人力资本投资{\displaystyle s_{H}}，即{\displaystyle s=s_{K}+s_{H}}。因此模型包含两个核心动态方程：
{\displaystyle {\dot {k}}=s_{K}k^{\alpha }h^{\beta }-(n+g+\delta )k}
{\displaystyle {\dot {h}}=s_{H}k^{\alpha }h^{\beta }-(n+g+\delta )h}
当{\displaystyle {\dot {k}}={\dot {h}}=0}时，系统达到平衡增长路径，即满足{\displaystyle s_{K}k^{\alpha }h^{\beta }-(n+g+\delta )k=0}与{\displaystyle s_{H}k^{\alpha }h^{\beta }-(n+g+\delta )h=0}。求解可得稳态下的{\displaystyle k}和{\displaystyle h}：
{\displaystyle k^{*}=\left({\frac {s_{K}^{1-\beta }s_{H}^{\beta }}{n+g+\delta }}\right)^{\frac {1}{1-\alpha -\beta }}}
{\displaystyle h^{*}=\left({\frac {s_{K}^{\alpha }s_{H}^{1-\alpha }}{n+g+\delta }}\right)^{\frac {1}{1-\alpha -\beta }}}
稳态时人均产出为{\displaystyle y^{}=(k^{})^{\alpha }(h^{*})^{\beta }}。

### 条件趋同
加入人力资本要素的索洛模型预测：若贫困国家在物质资本和人力资本的投资率（占产出比重）上与富裕国家相似，其收入水平将趋向于追赶富裕国家，这一过程称为条件趋同。然而各国储蓄率差异显著，特别是教育投资面临着严重融资约束，人力资本储蓄率也往往受各国文化和意识形态特征影响。
自1950年代以来，富裕与贫困国家的人均产出总体上未出现绝对趋同，但大幅提高储蓄率的贫困国家确实经历了模型预测的收入趋同。例如，曾相对贫困的日本通过1950-1960年代提高储蓄率实现高速增长，其人均产出已趋近富裕国家水平；而1970年左右储蓄率稳定后，其人均产出增速如模型所预测逐渐放缓。
美国南部各州人均收入水平逐渐向北部趋近的现象也符合条件趋同理论。国家或地区间能否实现绝对趋同取决于其是否具备相似特征，例如：
- 教育政策
- 制度安排
- 内部市场政策
- 对外贸易政策[24]

跨国多元回归分析为条件趋同提供了更多证据。

## 另请参阅
- 经济增长
- 內生成長理論